# Robert Charles Wroughton
Robert Charles Wroughton (15 augustus 1849-15 mei 1921) was een officier in de Indian Forest Service en een lid van de Bombay Natural History Society, die na zijn actieve loopbaan vanaf 1911 met een aantal andere verzamelaars uit Brits-Indië een gezamenlijke zoogdierencollectie aanlegde, die wordt beschouwd als de eerste studie ter wereld op het gebied van biodiversiteit. In het kader van het project werden 50.000 exemplaren verzameld gedurende een periode van 12 jaar, vooral kleine zoogdieren; de resultaten werden in 47 artikelen gepubliceerd, voor een groot deel door Wroughton. Tijdens de studie werd een aantal nieuwe (onder)soorten geïdentificeerd, maar vooral veel informatie ingewonnen over verspreiding en habitat van Indische zoogdieren.
Wroughton heeft 13 tegenwoordig erkende soorten alleen beschreven (waaronder de vijfstrepige palmeekhoorn) en 12 samen met Oldfield Thomas. Hij heeft een nog steeds erkend geslacht beschreven, Cremnomys, en twee andere, Lariscus en Colomys, samen met Thomas. Er zijn twaalf zoogdieren naar Wroughton genoemd, maar slechts een, Wroughtons vrijstaartvleermuis (Otomops wroughtoni), wordt tegenwoordig als soort erkend.